# Saint-Michel (Alta Garona)
Saint-Michel é uma comuna francesa na região administrativa de Occitânia, no departamento de Alta Garona. Estende-se por uma área de 15,53 km². Em 2010 a comuna tinha 326 habitantes (densidade: 21 hab./km²).